# ألبرتو موران
ألبرتو موران (بالإسبانية: Alberto Morán)‏ هو مغني أرجنتيني، ولد في 15 مارس 1922، وتوفي في 16 أغسطس 1997.

## وصلات خارجية
- ألبرتو موران على موقع ميوزك برينز (الإنجليزية)